# Meredith Gourdine
Meredith Charles Gourdine (né le 26 septembre 1929 à Newark et mort le 20 novembre 1998 à Houston) est un ingénieur, physicien, connu pour ses travaux sur la dynamique des gaz, et un athlète américain, spécialiste du saut en longueur.

## Biographie

### Jeunesse et formation
Meredith Charles “Flash” Gourdine après ses études secondaires à la  Brooklyn Technical High School, il entre à l'université Cornell, où il obtient son Bachelor of Science (licence) d'ingénierie en physique en 1953
Il devient officier de l'US Navy en 1953.
En 1960, il soutiendra avec succès son Ph.D (doctorat) d'ingénierie physique au California Institute of Technology.

### Carrière sportive
Sélectionné pour les Jeux olympiques de 1952, à Helsinki, grâce à sa victoire obtenue aux sélections américaines, il remporte la médaille d'argent du saut en longueur avec la marque de 7,53 m, s'inclinant finalement face à son compatriote Jerome Biffle (7,57 m).

### Palmarès
| Date | Compétition     | Lieu     | Résultat | Marque |
| ---- | --------------- | -------- | -------- | ------ |
| 1952 | Jeux olympiques | Helsinki | 2e       | 7,53 m |

### Records
| Épreuve          | Performance | Lieu | Date |
| ---------------- | ----------- | ---- | ---- |
| Saut en longueur | 7,81 m      |      | 1951 |